# 德国5号高速公路
德国5号高速公路（Bundesautobahn 5，简称BAB 5或A 5）是德国的一条高速公路，始于哈騰巴赫，终于莱茵河畔威尔。德国5号高速公路全长440千米，最初建于1933年，1935年通车，主要经过黑森州和巴登-符腾堡州。该高速也是欧洲E35、E40、E52、E54和E451公路的一部分。